# Bob Hassmiller
Robert Vincent Hassmiller, detto Bob (Bayonne, 17 dicembre 1916 – Akron, 8 settembre 1980), è stato un cestista statunitense, professionista nella NBL.

## Carriera
Giocò per tre stagioni nella NBL, disputando complessivamente 49 partite con 3,9 punti di media.

## Palmarès
- Campione NBL (1940)